# 호러스 맨
호러스 맨(Horace Mann, 1796년 5월 4일 ~ 1859년 8월 2일)은 미국의 교육 개혁가이다.
1827년부터 1833년까지 미국 공화당의 당원이었다. 1834년부터 1837년까지 메사추세츠 상원의원을 지냈다. 그는 작가 너대니얼 호손의 매형이기도 하다.

## 교육과 초기 이력
맨은 1796년 5월 4일매사추세츠주, 프랭클린에서 태어났다. 아이였을 때, 벤자민 프랭클린이 설립한 마을 도서관을 이용했었다. 그는 20살의 나이로 브라운 대학교에 입학했으며, 3년 뒤인1819년 졸업생 대표로서 졸업했다. 그는 당시 렌담에서 짧은 시간 동안 법을 공부했으며, 브라운 대학교에서 라틴어와 그리스어 (1820년 ~ 1822년) 조교, 도서관 사서 (1821년 ~ 1823년)를 했었다. 그는 또한 1821년에서 1823년까지 리치필드 로스쿨 법정(코네티컷주, 리치필드에 있는 그 로스쿨은 판사 탭핑 리브가 지도를 했었다)에서 공부를 했다. 1830년 만은 샬롯 메서와 결혼했지만, 그녀는 2년뒤인 1832년 8월 1일에 죽었다. 그녀의 죽음에 대한 그의 슬픔은 결코 완전히 가라앉지 않았었다.

## 역대 선거 결과
| 선거명        | 직책명                          | 대수 | 정당       | 득표율 | 득표수   | 결과 | 당락                       |
| ------------- | ------------------------------- | ---- | ---------- | ------ | -------- | ---- | -------------------------- |
| 1848년 재선거 | 하원의원 (매사추세츠 제8선거구) | 30대 | 휘그당     | 60.07% | 4,357표  | 1위  | 매사추세츠주 하원의원 당선 |
| 1848년 선거   | 하원의원 (매사추세츠 제8선거구) | 31대 | 휘그당     | 84.54% | 11,087표 | 1위  | 매사추세츠주 하원의원 당선 |
| 1850년 선거   | 하원의원 (매사추세츠 제8선거구) | 32대 | 자유토지당 | 50.51% | 6,697표  | 1위  | 매사추세츠주 하원의원 당선 |
| 1852년 선거   | 매사추세츠 주지사               | 20대 | 자유토지당 | 26.54% | 36,740표 | 3위  | 낙선                       |